# Alajuelita
Alajuelita är en ort i Costa Rica.   Den ligger i provinsen San José, i den centrala delen av landet, 4 km sydväst om huvudstaden San José. Alajuelita ligger 1 135 meter över havet och antalet invånare är 13 845.
Terrängen runt Alajuelita är varierad. Runt Alajuelita är det mycket tätbefolkat, med 1 313 invånare per kvadratkilometer. Närmaste större samhälle är San José, 4,0 km nordost om Alajuelita. Runt Alajuelita är det i huvudsak tätbebyggt.